# Dasylophus
Dasylophus Swainson, 1837 è un genere di uccelli cuculiformi della famiglia Cuculidae.

## Tassonomia
Questo genere comprende due specie:
- Dasylophus superciliosus - malcoa crestarossa o cuculo dai sopraccigli
- Dasylophus cumingi - malcoa squamata o cuculo dal piumaggio a scaglie